# Облава на обезьян
Облава на обезьян — это загон и истребление значительного количества диких обезьян в целях защиты сельскохозяйственных культур, таких как зерновые, рис, бананы и цитрусовые фруктовые деревья. Такие облавы при поддержке правительства осуществлялись в Сьерра-Леоне.
В 1965 году Джеральд Даррелл организовал облаву на обезьян в Сьерра-Леоне во время сбора животных для зоопарка Джерси (ныне парк дикой природы имени Даррелла). Эта облава проходила вне сезона, и целью её было не истребление обезьян, а поимка колобусов. В своей книге об экспедиции, опубликованной в 1972 году, он писал, что ежегодно в Сьерра-Леоне в ходе облав убивают две-три тысячи обезьян, включая «два вида» колобусов, не наносящих ущерба плантациям какао и теоретически защищённых законом. Виды, указанные Дарреллом, теперь считаются родами: черно-белый колобус и красно-чёрный колобус.